# Eugene Parker
Eugene Newman Parker, ameriški astrofizik, * 10. junij 1927, Houghton, Michigan, ZDA, † 15. marec 2022, ZDA.
Eugene Newman Parker je bil ameriški solarni fizik in plazemski fizik. V 1950-ih je predpostavil obstoj Sončevega vetra in spiralno obliko magnetnega polja v zunanjem Osončju, tj. Parkerjevo spiralo, kar so oboje pozneje potrdili z meritvami vesoljskih sond. Leta 1987 je Parker predlagal, da Sončevo korono morda greje nešteto nanoizbruhov, ki se pojavljajo po vsej površini Sonca – to je vodilna domneva za pojasnitev problema koronskega segrevanja.
Parker je doktoriral na Kalifornijskem tehnološkem inštitutu in štiri leta preživel kot podoktorski raziskovalec na Univerzi Utaha. Leta 1955 se je pridružil Univerzi v Chicagu in preostalo kariero nadaljeval tam kot član oddelkov za fiziko ter za astronomijo in astrofiziko ter sodelavec Inštituta Enrica Fermija. Leta 1967 je bil izvoljen v Akademijo znanosti Združenih držav Amerike. Leta 2017 je ameriška vesoljska agencija NASA v njegovo čast poimenovala solarno sondo Parker Solar Probe, kar je bilo prvič, da je NASA vesoljsko sondo poimenovala po živeči osebi.